# Paul Cayatte
Pour les articles homonymes, voir Cayatte.
Paul Cayatte est un monteur de cinéma, actif entre 1952 et 1978. 
Il est le frère du réalisateur André Cayatte, avec qui il a travaillé sur de nombreux films, ainsi qu'avec de grands réalisateurs comme Julien Duvivier, Gilles Grangier, Jacques Deray et Vittorio De Sica.

## Filmographie
- 1952 : Nous sommes tous des assassins d'André Cayatte
- 1953 : Un trésor de femme de Jean Stelli
- 1953 : La Vierge du Rhin de Gilles Grangier
- 1954 : Avant le déluge  d'André Cayatte
- 1954 : La Patrouille des sables de René Chanas
- 1955 : Le Dossier noir d'André Cayatte
- 1956 : Le Sang à la tête de Gilles Grangier
- 1956 : Pitié pour les vamps
- 1957 : Œil pour œil d'André Cayatte
- 1958 : La Fille de feu d'Alfred Rode
- 1958 : Le Miroir à deux faces d'André Cayatte
- 1959 : Visa pour l'enfer d'Alfred Rode
- 1960 : Le Gigolo de Jacques Deray
- 1960 : Boulevard  de Julien Duvivier
- 1960 : Les Vieux de la vieille de Gilles Grangier
- 1960 : Le Cercle vicieux de Max Pécas
- 1960 : Business de Maurice Boutel
- 1961 : Douce Violence de Max Pécas
- 1962 : Le Diable et les Dix Commandements de Julien Duvivier
- 1962 : La Chambre ardente de Julien Duvivier
- 1963 : Symphonie pour un massacre de Jacques Deray
- 1963 : Le Glaive et la Balance d'André Cayatte
- 1964 : Cinq filles en furie de Max Pécas
- 1964 : Une souris chez les hommes de Jacques Poitrenaud
- 1966 : Un monde nouveau de Vittorio De Sica
- 1967 : Diaboliquement vôtre de Julien Duvivier
- 1969 : La Piscine de Jacques Deray
- 1970 : Borsalino de Jacques Deray
- 1970 : Mont-Dragon  de Jean Valère
- 1971 : L'Explosion de Marc Simenon
- 1974 : Verdict d'André Cayatte
- 1977 : Marche pas sur mes lacets de Max Pécas
- 1977 : À chacun son enfer d'André Cayatte
- 1978 : La Raison d'État d'André Cayatte
- 1978 : L'Amour en question d'André Cayatte